# Eugen Mezei
Eugen Mezei (n. 1882, Petreștii de Sus - d.1966, Turda) a fost un deputat în Marea Adunare Națională de la Alba Iulia, organismul legislativ reprezentativ al „tuturor românilor din Transilvania, Banat și Țara Ungurească”, cel care a adoptat hotarârea privind Unirea Transilvaniei cu România, la 1 decembrie 1918.

## Biografie
Eugen Mezei s-a născut la Petreștii de Sus și a  fost delegat al Cercului Vințu de Sus. A studiat dreptul, fiind avocat la Turda și consilier juridic al orașului Turda până în 1944. A decedat la Turda, în 1966.

## Studii
A urmat studii in drept.

## Activitate politică
Eugen Mezei a fost delegat la Marea Adunare Națională de la Alba-Iulia din 1 decembrie 1918 ca reprezentant al Cercului Vințului de Sus. A activat în cadrul Desparțamântului Turda al „Astrei” și al „Societății române de lectură”. În timpul Primului Razboi Mondial, a dezertat încercând să treacă în România, a fost prins și condamnat la moarte dar a scăpat datorită intervenției unor ofițeri de origine română.